# Syncathartis argestis
Syncathartis argestis är en fjärilsart som beskrevs av Edward Meyrick 1921. Syncathartis argestis ingår i släktet Syncathartis och familjen spinnmalar. Inga underarter finns listade i Catalogue of Life.